# 1969 (película)
1969 es una película bélica estadounidense de 1988 dirigida por Ernest Thompson y protagonizado por Robert Downey Jr., Kiefer Sutherland y Bruce Dern.

## Argumento
Ralph Carr y Scott son amigos desde hace mucho tiempo y ambos viven en un pequeño pueblo de mente bastante cerrada e ideas conservadoras. También están corriendo los tiempos en los que la opinión pública empezaba a mostrar su descontento y rechazo a las decisiones gubernamentales con respecto a la guerra de Vietnam.
Mientras que el hermano de Scott se ha alistado en el ejército, este y Ralph se muestran abiertamente contrarios a la posición estadounidense en el conflicto. La actitud de Scott le provoca un distanciamiento notable con su padre y Ralph y él deciden abandonar la localidad para poder ser libres más allá de la familia y el cerrazón de miras del pueblo. Sin embargo, varios sucesos les obligarán a regresar y de vuelta se enteran de la muerte de su hermano en el frente. Este acontecimiento actúa como catalizador para cerrar la brecha entre él y su padre e ilumina a ambos sobre los verdaderos estragos y costes de la guerra que está ocurriendo en Vietnam.

## Reparto
| Actor             | Personaje  |
| ----------------- | ---------- |
| Robert Downey Jr. | Ralph Carr |
| Kiefer Sutherland | Scott      |
| Bruce Dern        | Cliff      |
| Mariette Hartley  | Jessie     |
| Winona Ryder      | Beth       |
| Joanna Cassidy    | Ev         |
| Christopher Wynne | Alden      |

## Producción
La filmación empezó a principios de noviembre de 1987 y se estrenó en Los Ángeles el 27 de octubre de 1988. Se rodó para ello en Savannah en el estado de Georgia en Estados Unidos. Cabe destacar, que, durante el rodaje, se interrumpió temporalmente la filmación a causa del tiempo en el lugar.

## Recepción
Hoy en día la película ha sido valorada en portales cinematográficos y por críticos profesionales. En IMDb, con aprosimadamente 4000 votos registrados, el filme obtiene una media ponderada de 5,7 sobre 10. En cuanto a Rotten Tomatoes, los más de 2500 votos registrados en el portal dieron al filme una valoración media de 3,2 de 5, mientras que los 11 críticos profesionales registrados allí le dieron una valoración media de 5,2 de 10. También cabe destacar, que en La Vanguardia el 55 % de los usuarios registrados allí le dieron una valoración positiva.